# Aristolochia auricularia
Aristolochia auricularia là một loài thực vật có hoa trong họ Aristolochiaceae. Loài này được Boiss. mô tả khoa học đầu tiên năm 1844.